# 哈薩克白頭牛
哈薩克白頭牛，是哈萨克斯坦和俄羅斯的肉牛品種。雄性高133cm，重850kg，雌性高124cm，重550kg。
該品種是在1930年至1950年之間在哈薩克共和國和伏爾加河下游的國營農場培育出來的，是英國海福特牛跟哈薩克和卡爾梅克當地牛種雜交而成，適合當地的草原和半沙漠地區的自然條件。
該品種在顏色和體型上類似於海福特牛，同時融合了當地牛的堅韌性。1990年，哈薩克斯坦的白頭牛估計為1,334,000頭。

## 外部連結
- Food and Agriculture Organisation genetic resources study（页面存档备份，存于）